# Trichosanthes fissibracteata
Trichosanthes fissibracteata är en gurkväxtart som beskrevs av Cheng Yih Wu. Trichosanthes fissibracteata ingår i släktet Trichosanthes och familjen gurkväxter. Inga underarter finns listade i Catalogue of Life.